# Saint-Ouen-le-Pin
 Saint-Ouen-le-Pin  es una población y comuna francesa, situada en la región de Baja Normandía, departamento de Calvados, en el distrito de Lisieux y cantón de Cambremer.

## Demografía
| 196 | 201 | 211 | 226 | 276 | 267 |
| Para los censos de 1962 a 1999 la población legal corresponde a la población sin duplicidades (Fuente: INSEE [Consultar]) |     |     |     |     |     |